# Beureunut
Beureunut is een bestuurslaag in het regentschap Aceh Besar van de provincie Atjeh, Indonesië. Beureunut telt 325 inwoners (volkstelling 2010).